# Noelle Pikus-Pace

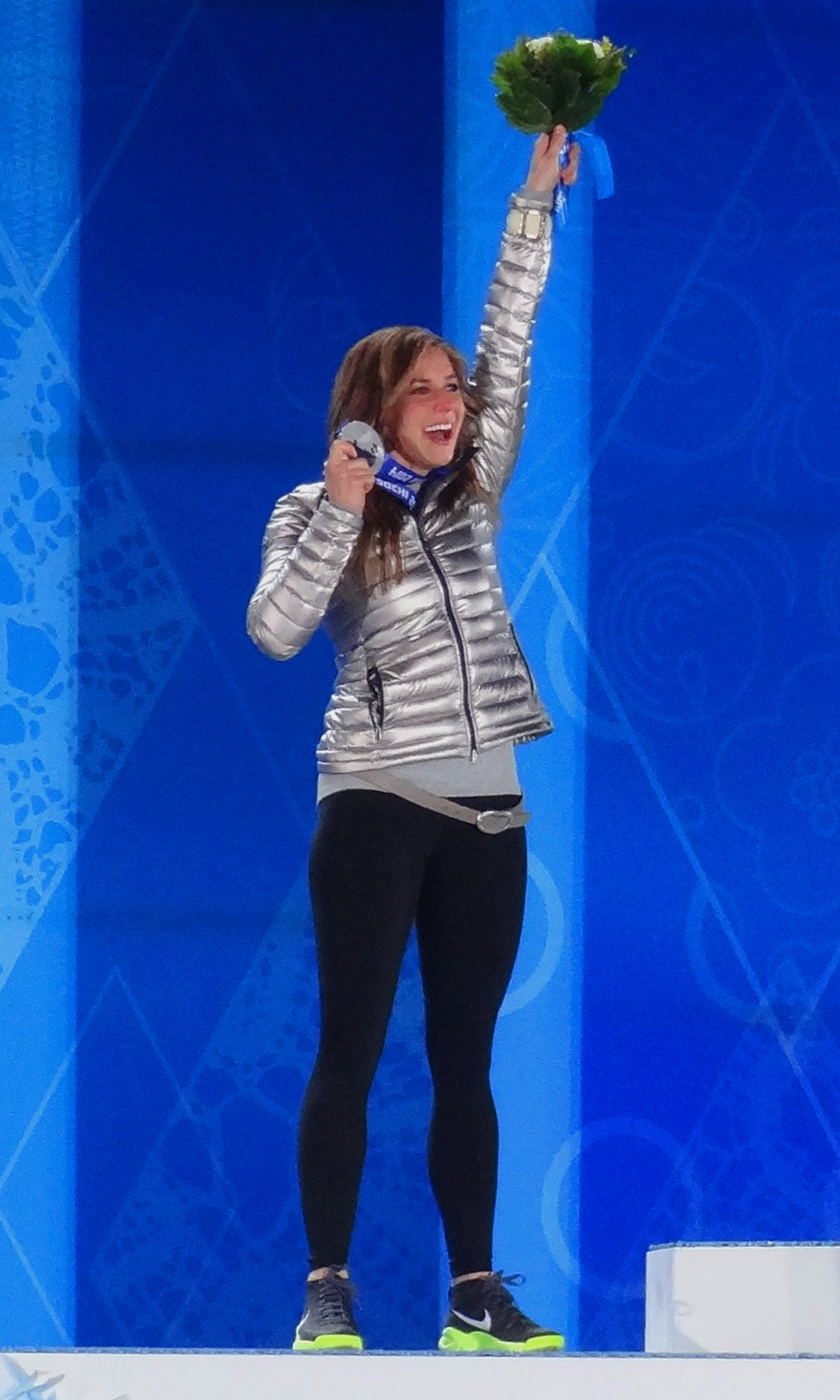
Noelle Pikus-Pace, 2014

Noelle Pikus-Pace (* 8. Dezember 1982 in Provo) ist eine US-amerikanische Skeletonpilotin.
Noelle Pikus-Pace gab ihr Debüt im Weltcup 2003 als 15. beim Weltcup in Igls. In Altenberg kam sie kurz darauf in ihrem dritten Weltcuprennen als Neunte erstmals in die Top 10. In der Saison 2004/05 gewann sie ihre bislang einzigen drei Weltcuprennen in Sigulda, Igls und Winterberg. In dieser Saison gewann sie auch den Gesamtweltcup.
An Weltmeisterschaften nahm sie 2005 in Calgary teil, wo sie Silber gewann und 2007 in St. Moritz, wo sie Weltmeisterin wurde, teil. Ein Rennen beim America’s Cup konnte sie für sich entscheiden. Bei der Qualifikation zu den Olympischen Winterspielen 2006 in Turin unterlag sie Katie Uhlaender knapp. Für die Olympischen Winterspiele 2010 in Vancouver konnte sie sich schließlich qualifizieren und erreichte dort den 4. Platz.
Bei den Olympischen Winterspielen 2014 in Sotschi gewann sie die Silbermedaille hinter der Britin Elizabeth Yarnold.